# Titanov nitrid
Titanov nitrid (okrajšano TiN) je izredno trden keramični material, ki se uporablja za izboljšanje lastnosti površin titanovih zlitin, jekla, karbida in aluminija. Nanaša se kot tanka (2-5 µm) prevleka.
Mikrotrdota trdih prevlek iz TiN znaša preko 2000HV 0,1. temperatura nanašanja je pod 500 °C. Torni koeficient pri rezanju jekla znaša µ ≤ 0.15, kar je trikrat manj kot je torni koeficient pri rezanju z orodjem iz hitroreznega jekla. Obratovalna doba prevlečenih orodij se podaljša 2-20 krat. Oslojena orodja niso primerna za odrezovanje zlitin na osnovi aluminija, magnezija, titana in materialov, ki so močno legirani z nikljem ter jekla za nitriranje.
Materiali, primerni za nanašanje TiN, so:
1. Vsa jekla, ki so kaljena in popuščena tako da zdržijo 500 °C brez poškodb (znižanje trdote ali deformacij). To so predvsem hitrorezna jekla ( ki naj vsebujejo 5-10 % Co), poleg njih pa še orodna in nerjavna jekla.
2. Karbidne trdine, predvsem P10,……...,P40 in K10 do K20.
3. Ostali materiali, ki pa morajo enako kot jekla in karbidne trdine izpolnjevati naslednje pogoje:
  - morajo biti električno prevodni
  - morajo biti razmagneteni (zaradi čiščenja kovinskih ostankov)
  - ne smejo vsebovati Cd in Zn (zaradi izparevanja)
  - temparatura tališča lotov mora biti preko 600 °C
  - hrapavost površine mora biti majhna Ra < 2 µm